# Усадьба Морозова на Пречистенке
Усадьба Морозова на Пречистенке — здание-достопримечательность в Москве, расположенное по адресу: улица Пречистенка, дом 21.

## История
В 1810 году по заказу генерал-майора А. А. Тучкова создана усадьба, до которой здесь стояли палаты. В 1812 году сильным пожарам не подвергся. В 1817 году новый хозяин — граф С. П. Потёмкин. В 1872 году новая хозяйка — А. П. Мартынова. При ней усадьба перепланирована по проекту архитектора П. С. Кампиони. В 1889 году новый хозяин — коллекционер и меценат И. А. Морозов.
В 1905 году проведена реконструкция по проекту Л. Н. Кекушева. При нём создана комната на случай, чтобы спрятать коллекцию, как это сделал позднее в 1920-х годах музей Л. Н. Толстого. Коллекция была не доступна для просмотра. После 1917 года национализирована, на её основе создаётся Второй Музей новой западной живописи (после 1923 года — Государственный музей нового западного искусства). Морозов был здесь заместителем директора, в 1919 году навсегда покинул Россию.
В 1929 году основной дом реконструирован. В постройке выставочного зала принимал участие архитектор С. Калугин. В 1948 году здесь разместился президиум Академии художеств СССР, позднее Российская академия художеств, и НИИ теории и истории изобразительных искусств.

## Архитектура
В 1810 году усадьба состояла из трёх зданий-частей: основной дом, флигели и служебные помещения. В 1872 году основное строение получило пристройку и было оформлено в стиле эклектика (проект архитектора П. С. Кампиони). 
В 1889 году служебное помещение перестроено, участок ограждён каменным забором от Александро-Мариинского училища благородных девиц. Автор проекта реконструкции 1905 года — Л. Н. Кекушев. Поставлена несгораемая комната, сделанная из толстых стен, бетонного потолка, двух окон и двери в виде шкафа.